# Mission jésuite du Maduré

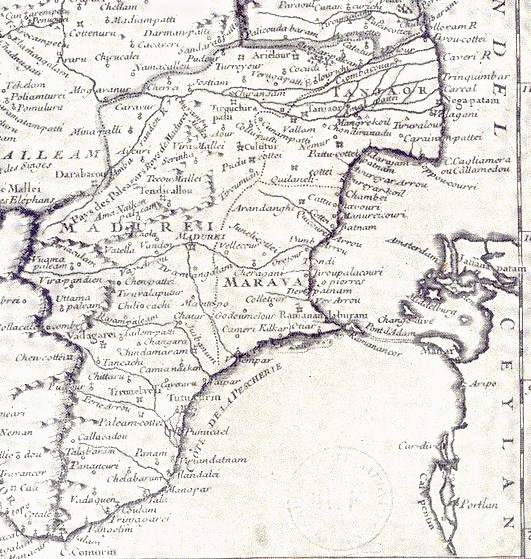
Carte de l'ancienne mission du Maduré (1737)

La Mission jésuite du Maduré est une œuvre d’évangélisation chrétienne entreprise par la Compagnie de Jésus dans la partie sud-est de l’Inde appelée Maduré (aujourd'hui Madurai, dans le Tamil Nadu), correspondant au royaume du même nom. Il y a l’ancienne mission (de l’époque de saint François-Xavier à la suppression de la Compagnie de Jésus en 1773), et la nouvelle mission, qui reprit en 1837, après la restauration de la Compagnie de Jésus (en 1814).

## L’ancienne mission du Maduré
La présence jésuite dans le sud de l’Inde date de 1542, avec l’arrivée de saint François Xavier. Il semble bien qu’il ait lui-même visité la côte de Coromandel (au Tamil Nadu, Inde) pour y prêcher l’Évangile. Antoine Criminalis (1520-1549), qui est le premier à mourir pour la foi chrétienne en Inde, Henrique Henriques (1520-1600) Gonçalo Fernandez (1541-1621) sont les pionniers qui suivirent de peu saint François Xavier. Ils s’installent et travaillent dans la région de Tuticorin, parmi les pêcheurs de perles (sur la Côte dite des pêcheurs de perles ou « de la Pêcherie »).

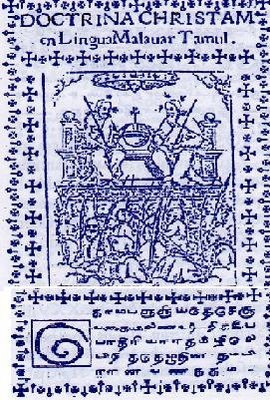
Thambiraan Vanakkam, premier catéchisme en tamoul (Auteur:Henrique Henriques, 1578)

Le mieux connu des missionnaires de la seconde génération est Roberto de Nobili, un jésuite italien. Ayant maîtrisé les langues sanscrite et tamoule et étudié en profondeur les textes sacrés de l’hindouisme il choisit de s’installer, en 1606, dans la ville de Maduré, alors capitale d’un royaume hindou, et d’adopter le style de vie des Sannyasins, les hommes saints de l’hindouisme. Il y fonde un ashram, et, comme tout guru, y reçoit des disciples. C’est le début de la Mission du Maduré et du travail d’inculturation de la foi chrétienne. 
Comme en Chine (voir la ‘querelle des rites’), les pionniers de l’inculturation sont suspects aux yeux de la ‘Propaganda Fide’ et doivent souvent s’expliquer sur leur manière de faire : on les accuse d’adopter des coutumes païennes. Ils ne sont cependant jamais formellement condamnés.
L’exemple de Roberto de Nobili est suivi, certains travaillant dans les régions contrôlées par les Portugais (généralement côtières) et d’autres - comme de Nobili et ses successeurs sannyasis jésuites, - dont saint Jean de Britto (1647-1693) et Constant Beschi (1680-1747) - dans des États princiers autonomes indiens. Si le quartier général des jésuites reste Goa, Maduré se développe comme le centre des activités dans la région du Coromandel.
Une fin brutale est mise à ce travail de mission et d’inculturation lorsque les jésuites sont expulsés des territoires dépendant de la province de Goa par les autorités portugaises (en 1759). et rapatriés au Portugal. Les pères des Missions étrangères de Paris prennent la relève en ce qui concerne le travail paroissial, mais la ’Mission du Maduré’ comme telle n’existe plus. La Compagnie de Jésus est supprimée universellement en 1773.

## La nouvelle mission du Maduré
Après la restauration de la Compagnie de Jésus (en 1814) le pape Grégoire XVI demande au supérieur général, Jean-Philippe Roothaan, d’envoyer à nouveau des jésuites en Inde du Sud. La ‘nouvelle mission du Maduré’ est confiée aux jésuites français, d’abord de Lyon et ensuite, à partir de 1852 aux jésuites de la province de Toulouse. Un premier groupe de quatre est envoyé en 1837. Une des premières nouvelles fondations est le collège universitaire de Tiruchirapalli. 
Cette nouvelle mission, tout en gardant le nom historique de la première mission du Maduré s’étend en fait à tout l’État moderne du Tamil Nadu. Le travail des jésuites français qui arrivent nombreux durant la seconde moitié du XIXe siècle et la première moitié du XXe siècle, et des jeunes confrères indiens, porte du fruit. La maturité de la mission est marquée par la création des diocèses, d’abord de Tiruchirapalli (1886) puis Tuticorin (1923) et Madurai (1938). 

## La province jésuite du Maduré
En 1952, la mission cesse de dépendre des jésuites français. Le supérieur général, Jean-Baptiste Janssens, lui donne son autonomie. La mission devient la Province jésuite du Maduré. 
La province du Maduré compte en 2009 : 494 jésuites (tous indiens), dont 24 novices, 108 étudiants, 57 frères et 305 prêtres travaillant surtout dans le domaine de l’éducation (cinq universités et dix lycées-collèges), de la culture et du dialogue interreligieux (Michael Amaladoss) mais également dans une douzaine de paroisses ainsi que dans diverses activités sociales directes. Les jésuites s'intéressent particulièrement aux pauvres et aux dalits (hors castes) et plusieurs institutions se préoccupent de leurs besoins, comme l'Académie Culturelle Docteur Ambedkar (DACA).